# Dan Terminus
Dan Terminus est un compositeur français, de musique électronique originaire de Lyon, connu pour son travail dans les genres musicaux de la synthwave , darksynth et cyberpunk.

## Biographie
Dan Terminus grandi dans un milieu accordant beaucoup d’importance à la musique, faisant ainsi de la musique depuis très jeune. Il confit avoir pris des cours de solfège et avoir fait du violon, du piano, de la batterie.
Il affirme avoir fait : « de la musique électronique dans mon coin, d’abord pour des amis, qui en avaient besoin pour des soirées. Je leur faisais 4 à 6 morceaux sur des ordinateurs de type Atari 520 ST. Et j’en faisais aussi pour m’amuser, pour le plaisir de mettre en forme les mélodies que j’entendais dans ma tête. », puis découvre un jour le jeu vidéo Hotline Miami ( jeu ayant connu un fort succès et ayant été remarqué de par sa bande-son synthwave ) comprenant des artistes comme Perturbator, M.O.O.N et Sun Araw. Il se rend alors compte que la musique qu'il faisait dans son coin, était une musique aussi présente sur la scène internet, le convaincant ainsi de se lancer officiellement sur Bandcamp.
En 2012, il commence à se lier d'amitié avec Perturbator. Ce dernier, ainsi que le groupe Noir Deco conseil musicalement Dan Terminus :« Grâce à Perturbator et Noir Deco, j’ai pu progresser rapidement, parce que je suis arrivé beaucoup plus vite à reproduire les choses que j’entendais dans ma tête, mais que je n’arrivais pas à retranscrire avec mon logiciel [...] Perturbator m’a donné des conseils de composition et de production purs et durs.  Et après, ça s’est transformé en échange d’expérience. En ce qui concerne Noir Deco, c’était des conseils un peu plus poussés, parce que l’un des membres  a des connaissances très vastes en la matière. ».
Début 2013, il met à plat ses morceaux et sort en janvier 2014 son premier album The Darkest Benthic Division sur Bandcamp,. La même année, en mai sort dans la précipitation son second album Stratospheric Cannon Symphony, celui-ci devant être à l'origine la bande-son d'un jeu vidéo qui ne verra finalement jamais le jour.
Dès ces premiers efforts, Dan Terminus se démarque de ses pairs avec des compositions plus axées sur l'atmosphère. Il se retrouve peu de temps après sur le label Blood Music, avec qui il sort son troisième album The Wrath Of Code en 2015. Cette même année, il continue à sortir des rangs de la scène synthwave en commençant les concerts, qui l'amèneront à tourner avec Perturbator et GosT en 2016. Son quatrième album, Automated Refrains, sort en novembre 2017 sur le label Blood Music.
En mars 2020 son 5e album est annoncé et c'est en juin que paraît un teaser officiel annonçant le nom de l'album Last Call For All Passengers. Le 7 août sort le 1er single intitulé Ruins, suivi le 1er septembre du second single de l'album Feral.
Le 25 septembre 2020 sort l'album Last Call For All Passengers sur BloodMusic. Cet album marque une transition musical qui fait suite à une période difficile de sa vie. Ayant fait face à un épuisement professionnel sévère tout en travaillant pour une entreprise française de grande envergure, il a vécu un burnout résultant en un accident de voiture, où il s'est endormi au volant et a percuté un mur. Conscient des risques potentiels, il a pris du recul et a décidé de repenser sa musique. Cette période tumultueuse a donné naissance à l'histoire de l'album , qui émerge lui-même de la destruction d'un album composé précédent qui ne verra jamais le jour. En effet après avoir fait écouté celui-ci par Perturbator, Dan Terminus se rend compte que cet album n'est pas à la hauteur car trop rapide et très primitif : « J’ai compris en le voyant qu’il n’était pas très emballé, mais vu que Perturbator est gentil, il m’a dit que je m’étais un petit peu engagé sur la route du rock’n’roll . C’est là que je me suis rendu compte que c’était complètement merdique, et pour repartir du bon pied, je n’ai rien gardé. ».
Tout cela constitue le motif résultant dans la composition de Last Call For All Passengers qui est est né du thrashing, d’un autre album fait alors qu'il s'épuisais. L'album se veut être un retour à la vie et son titre fait référence au film de Mel Brooks, Young Frankenstein, avec une scène où Frankenstein saute dans un train, et le receveur dit : « Last Call For All Passengers ! » ( Dernier appel pour tous les passagers ! ). Les influences pour cet album prennent racines dans des groupes comme Bomb the Bass, Nation 12, Fatboy Slim, The Prodigy, The Chemical Brothers et des genres musicaux comme le breakbeats, big beat, la drum and bass et la neurofunk,.
Le 29 février 2024 sort le sixième album studio de Dan Terminus, intitulé Gothic Engine. Cet album ne sort pas sur le label Blood Music et est auto-édité. Il est composé en 3 semaines. 

## Discographie

### Album studio
- The Darkest Benthic Division (paru le 21 janvier 2014)[3]
- Stratospheric Cannon Symphony (paru le 26 mai 2014)[13]
- The Wrath of Code (paru le 10 mars 2015)[14]
- Automated Refrains (paru le 10 novembre 2017)[15]
- Last Call For All Passengers (paru le 25 septembre 2020)[16]
- Gothic Engine (paru le 29 février 2024)[11]

### EP
- Rêverie (paru le 12 avril 2014)[17]

### Single
- Ruins (paru le 7 août 2020)[5]
- Feral (paru le 1er septembre 2020)[6]
- Vert De Gris (radio edit version) (paru le 11 janvier 2024)[18]

### Remixes
- Lana Del Rey - Born To Die (Dan Terminus Remix) (paru le 2 mai 2014)[19]
- Scattle - LVL.2 (Dan Terminus Remix) (paru le 1er janvier 2016)[20]
- David Whittaker - Shadow of the Beast "Plains" (Dan Terminus rework) (paru le 23 juillet 2016)[21]
- Triptykon - Aurorae (Dan Terminus cover) (paru le 6 juillet 2019)[22]
- Black Sabbath - War Pigs (Dan Terminus version) (paru le 25 novembre 2022)[23]
- Circle of the Tyrants - Celtic Frost (Dan Terminus version) (paru le 21 mars 2023)[24]
- John Carpenter's Escape From New York (Dan Terminus version) (paru le 8 avril 2023)[25]
- Scattle - On Your Own (Dan Terminus Remix) (paru le 12 janvier 2024)[26]

### Bande originale
Participation à la bande originale du jeu Ghostrunner 2, du studio 505 Games (avec les morceaux inédits : Son of a Microchip, Cartilage, EgoStrip, Road Zero, Carrion Radiance  et Discontinued )

### Autres collaborations
Tommy '86 - Sequential Slavery (feat. Dan Terminus) (paru le 28 octobre 2016)